# Rivière Caniapiscau
Der Fluss Rivière Caniapiscau ist der rechte Quellfluss des Rivière Koksoak in den Verwaltungsregionen Côte-Nord und Nord-du-Québec der kanadischen Provinz Québec. In der Cree-Sprache bedeutet der Flussname „felsiger Punkt“. 
Der Fluss hatte ursprünglich (vor der Errichtung des Caniapiscau-Staudamms und der Ableitung des Wassers) seinen Ursprung im Lac Sevestre 53 km südwestlich von Fermont auf dem Kanadischen Schild. Der Rivière Caniapiscau fließt unterhalb des Caniapiscau-Staudamms nach Norden durch ein weites bewaldetes Tal glazialen Ursprungs, bevor er sich mit dem Rivière aux Mélèzes zum Rivière Koksoak vereinigt.
Seit 1985 wird der Oberlauf des Rivière Caniapiscau im Rahmen des Baie-James-Wasserkraftprojekts zum Fluss La Grande Rivière umgeleitet. Am 13. Juni 1997 wurde der Flussabschnitt oberhalb des Caniapiscau-Stausees in Rivière René-Lévesque umbenannt. Nun fließen 45 Prozent der Wassermenge zur James Bay. Der Caniapiscau-Stausee, welcher eine Fläche von 4300 km² bedeckt (oder neunmal die Größe des ursprünglichen Lac Caniapiscau), füllt eine Depression im höchsten Teil des Kanadischen Schildes. Vor der Umleitung zur James Bay betrug das Einzugsgebiet des Rivière Caniapiscau 84.500 km², sein mittlerer Abfluss 1700 m³/s.

## Wasserfälle und Schluchten
Am Fluss Rivière Caniapiscau liegen mehrere spektakuläre Schluchten und Wasserfälle:
- Upper Gorge - ⊙
- Gorge d’en Bas - ⊙
- Canyon Eaton - ⊙
- Chute au Granite - ⊙
- Chute aux Schistes - ⊙
- Chute de la Pyrite - ⊙
- Chute du Calcaire - ⊙
- Gorge du Manitou - ⊙

## Nebenflüsse
Im Folgenden die wichtigsten Nebenflüsse des Rivière Caniapiscau in Abstromrichtung.
- Rivière Bras de Fer (rechts)
- Rivière du Sable (rechts)
- Rivière Goodwood (rechts)
- Rivière Sérigny (links)
- Rivière Pons (links)
- Rivière Beurling (links)
- Rivière de la Mort (links)
- Rivière Châteauguay
- Rivière Swampy Bay (rechts)
- Rivière Situraviup (rechts)
- Rivière Forbes (links)

## Hydrometrie
Im Folgenden Abflussdaten vom Pegel 03LF002 bei Flusskilometer 35 oberhalb Chute de la Pyrite (⊙). Der mittlere Abfluss für den Messzeitraum 1963–1972 betrug 1693 m³/s sowie für den Messzeitraum 2009–2015 835 m³/s. Das zugehörige Einzugsgebiet beträgt heute 47.700 km².